# 莫利塞大区
莫利塞（義大利語：Molise，發音：[moˈliːze]）是意大利中部的一个大区，是意大利第二小的大区。大区的前身是阿布魯齊莫利塞區（直至1963年前与阿布鲁齐大区合并）的一部分，现时已分成两个个别的大区。莫利塞大区西北临阿布鲁齐大区，西临拉齐奥大区，南界临坎帕尼亚大区，东南临普利亚大区及东北界临亚得里亚海。
大区面积4,438平方公里，人口321,047人。大区内有两个少数民族: 一个民族是莫利塞克罗地亚人，当中有2,500人说塞尔维亚-克罗地亚语中的一种方言。另外一个少数民族是莫利塞-阿尔巴尼亚人（Molisan Albanians），他们则另说阿尔巴尼亚语中的一种古代方言，这种语言跟现时亚得里亚海对岸的民族所说的阿尔巴尼亚语有很大的分别。莫利塞-阿尔巴尼亚人一般相信正教（意大利阿尔巴尼亚礼天主教会）。  
大区内有很多社区于第二次世界大战受到破坏。大批盟军地面部队以坎波巴索为基地，被加拿大士兵称为"枫叶城"。其中一个能在战争中逃过一劫的古老城镇是拿里路。该镇历史悠久的镇中心是南意大利大的镇中心之一。该镇能免受摧毁，某程度上是因为它被山谷包围，位于山谷内一块突出的土地上，所以该镇的建设也严格受到市政府控制。在2002年的数次地震中復原之后，拿里路表现出莫利塞地区于18及19世纪的景象。
莫利塞大区大多数地区都由小城镇组成，分散于山区之间。大区内有其中一间全世界历史最旧的製钟厂，称为阿格能，該厂现时还使用旧式方法制钟。
大区的首府是坎波巴索。大区分成两个省分:坎波巴索省及伊塞尔尼亚省。
其它重要城市包括：泰爾莫利、韋納夫羅、拉里诺及博亚诺（古代萨姆奈特人的首都）。

## 外部連結
- 莫利塞大区官方网站
- 莫利塞地图
- Molise Città
- 意大利旅游网:莫利塞